# Chatanga (Territorio di Krasnojarsk)
Chatanga (anche traslitterato come Hatanga o Khatanga; pronunciato con l'accento sulla prima a) è un insediamento della Russia siberiana nordoccidentale (Territorio di Krasnojarsk).

## Geografia fisica

### Territorio
Chatanga è situata nella parte settentrionale del Territorio di Krasnojarsk, alcune centinaia di chilometri a nord del Circolo polare artico, sulla sponda destra del fiume omonimo.
Chatanga è il capoluogo del comune rurale omonimo, che comprende altri 9 piccoli villaggi.

### Clima
Fonte: Pogoda i Klimat - Chatanga
- temperatura media annua: -12,4 °C
- temperatura media del mese più freddo (febbraio): -31,7 °C
- temperatura media del mese più caldo (luglio): 12,5 °C
- precipitazioni medie annue: 283 mm

| Chatanga (1991-2020) Fonte: | Mesi         | Mesi         | Mesi         | Mesi         | Mesi         | Mesi         | Mesi        | Mesi        | Mesi         | Mesi         | Mesi         | Mesi         | Stagioni | Stagioni | Stagioni | Stagioni | Anno  |
| Chatanga (1991-2020) Fonte: | Gen          | Feb          | Mar          | Apr          | Mag          | Giu          | Lug         | Ago         | Set          | Ott          | Nov          | Dic          | Inv      | Pri      | Est      | Aut      | Anno  |
| --------------------------- | ------------ | ------------ | ------------ | ------------ | ------------ | ------------ | ----------- | ----------- | ------------ | ------------ | ------------ | ------------ | -------- | -------- | -------- | -------- | ----- |
| T. max. media (°C)          | −27,1        | −27,4        | −19,8        | −9,9         | −1,1         | 11,6         | 17,3        | 14,1        | 5,4          | −7,8         | −19,8        | −25,4        | −26,6    | −10,3    | 14,3     | −7,4     | −7,5  |
| T. media (°C)               | −30,9        | −31,3        | −24,7        | −15,5        | −5,0         | 7,2          | 12,7        | 9,8         | 2,4          | −10,9        | −23,5        | −29,3        | −30,5    | −15,1    | 9,9      | −10,7    | −11,6 |
| T. min. media (°C)          | −34,7        | −34,9        | −29,1        | −20,5        | −8,7         | 3,9          | 9,0         | 6,3         | −0,2         | −14,1        | −27,2        | −32,9        | −34,2    | −19,4    | 6,4      | −13,8    | −15,3 |
| T. max. assoluta (°C)       | −1,6 (2016)  | −0,3 (1935)  | 3,8 (2008)   | 8,8 (2011)   | 25,4 (2020)  | 33,1 (2020)  | 36,7 (1979) | 29,9 (1965) | 24,2 (1980)  | 12,5 (2018)  | 2,3 (2010)   | −0,2 (1993)  | −0,2     | 25,4     | 36,7     | 24,2     | 36,7  |
| T. min. assoluta (°C)       | −59,0 (1987) | −55,9 (1979) | −52,4 (2007) | −42,9 (1988) | −30,9 (1964) | −14,3 (1929) | −0,7 (1949) | −3,2 (1929) | −18,6 (1992) | −39,9 (1992) | −51,0 (1935) | −58,7 (1978) | −59,0    | −52,4    | −14,3    | −51,0    | −59,0 |
| Nuvolosità (okta al giorno) | 5,3          | 5,4          | 5,3          | 6,0          | 7,0          | 7,6          | 7,3         | 7,8         | 8,3          | 7,5          | 6,3          | 5,6          | 5,4      | 6,1      | 7,6      | 7,4      | 6,6   |
| Precipitazioni (mm)         | 17           | 13           | 13           | 13           | 16           | 28           | 43          | 42          | 32           | 28           | 22           | 16           | 46       | 42       | 113      | 82       | 283   |
| Giorni di pioggia           | 0,03         | 0,0          | 0,03         | 1,0          | 5,0          | 15,0         | 17,0        | 19,0        | 16,0         | 3,0          | 0,1          | 0,1          | 0,1      | 6,0      | 51,0     | 19,1     | 76,3  |
| Nevicate (cm)               | 30           | 35           | 41           | 44           | 30           | 1            | 0           | 0           | 1            | 11           | 19           | 24           | 89       | 115      | 1        | 31       | 236   |
| Giorni di neve              | 21           | 22           | 20           | 20           | 20           | 9            | 1           | 1           | 14           | 26           | 24           | 22           | 65       | 60       | 11       | 64       | 200   |
| Giorni di nebbia            | 4            | 6            | 2            | 0,4          | 1,0          | 2,0          | 0,3         | 2,0         | 2,0          | 1,0          | 0,4          | 3,0          | 13,0     | 3,4      | 4,3      | 3,4      | 24,1  |
| Umidità relativa media (%)  | 77           | 78           | 78           | 78           | 79           | 73           | 70          | 78          | 83           | 84           | 81           | 77           | 77,3     | 78,3     | 73,7     | 82,7     | 78    |
| Vento (direzione-m/s)       | SW 4,1       | SW 4,0       | NE 4,3       | NE 4,5       | NE 4,5       | NE 4,6       | NE 4,3      | NE 4,3      | SW 4,2       | SW 4,2       | SW 4,0       | SW 4,1       | 4,1      | 4,4      | 4,4      | 4,1      | 4,3   |

## Storia
La cittadina di Chatanga venne fondata nel 1626 durante la colonizzazione russa della Siberia, in un territorio abitato da popolazioni dolgani, evenki, enci, nganasan e nenci. Il nome Chatanga deriva dalla lingua evenki e significa grande acqua, molta acqua.
La cittadina ha (al 2012) una popolazione di circa 3.000 abitanti. Come tutte le zone artiche russe ha sofferto di un vero e proprio tracollo dopo la caduta dell'Unione Sovietica; nel 1989 aveva infatti una popolazione di circa 6.400 abitanti.

## Infrastrutture e trasporti
La cittadina è servita da un piccolo aeroporto.

## Galleria d'immagini

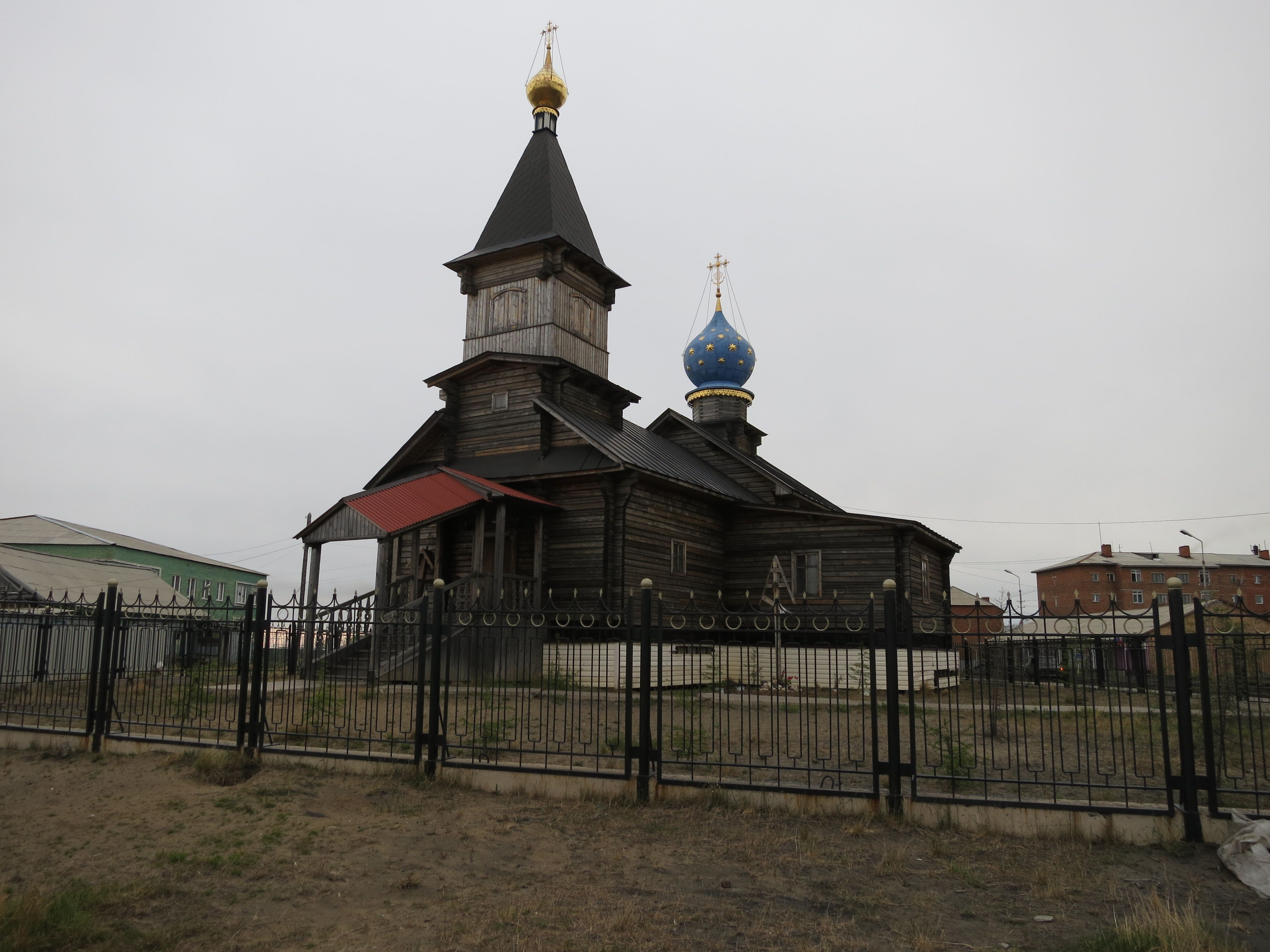
La chiesa ortodossa di Chatanga è la più a nord della Russia
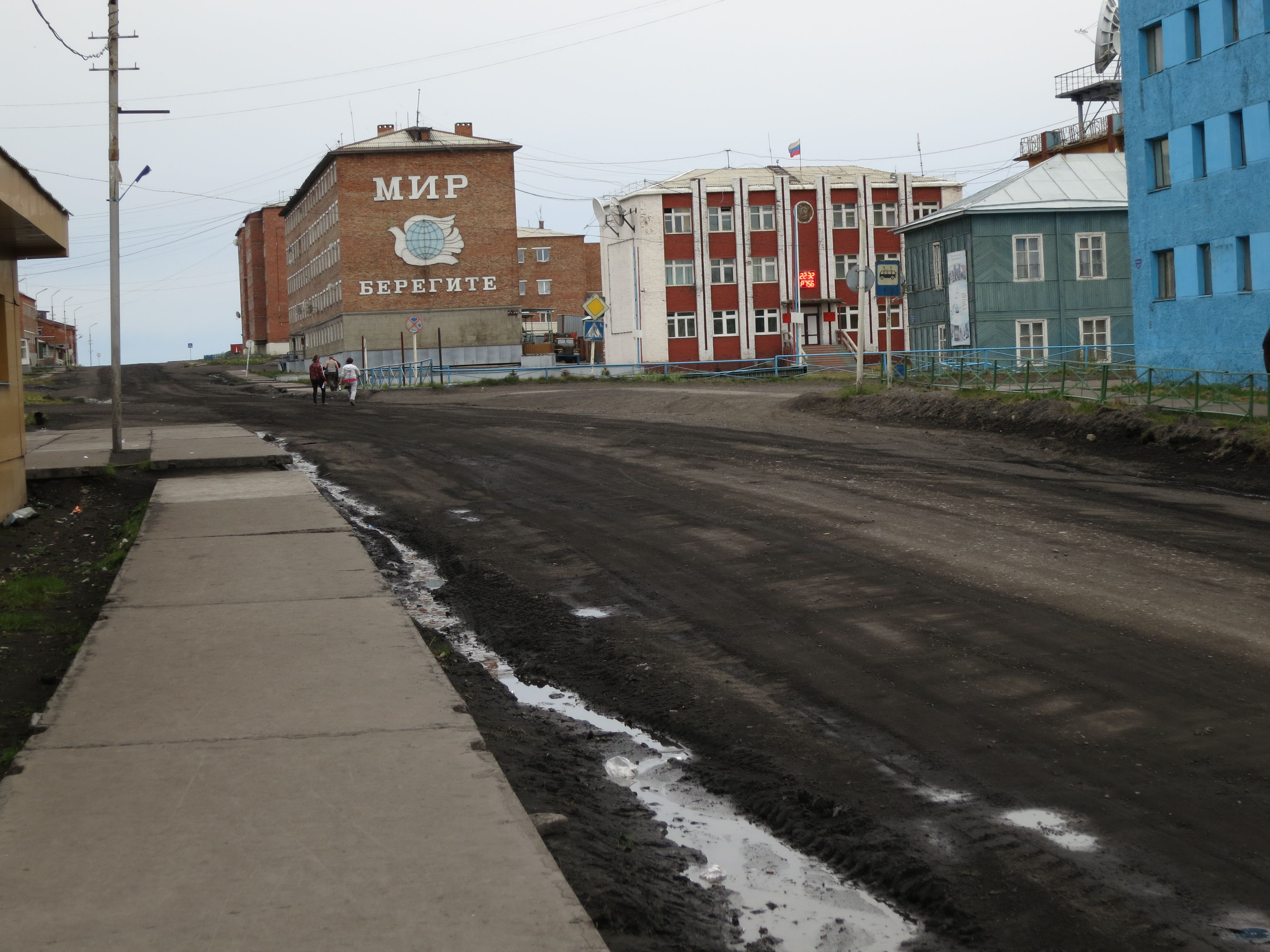
Viale centrale del villaggio
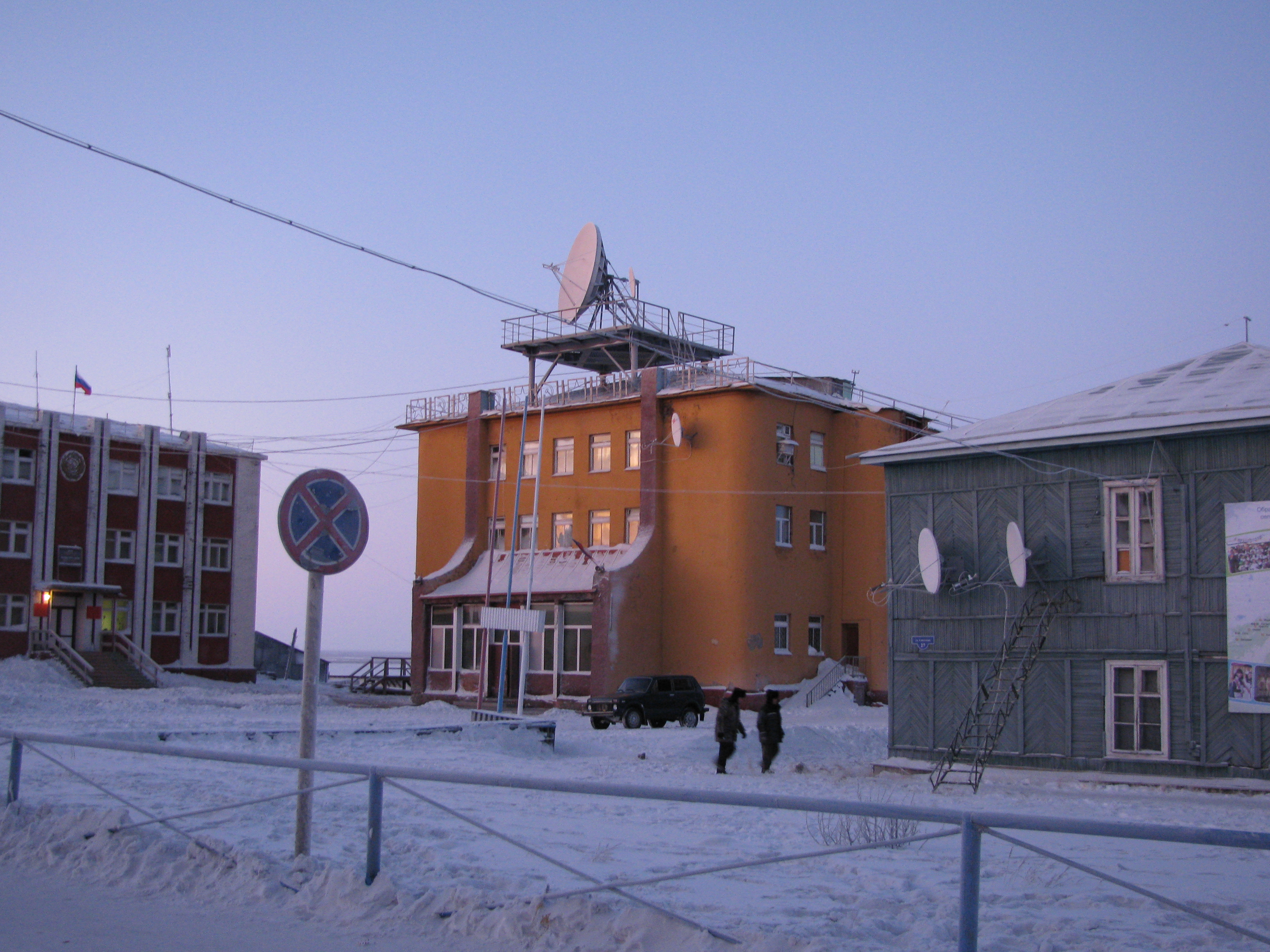
Ufficio postale
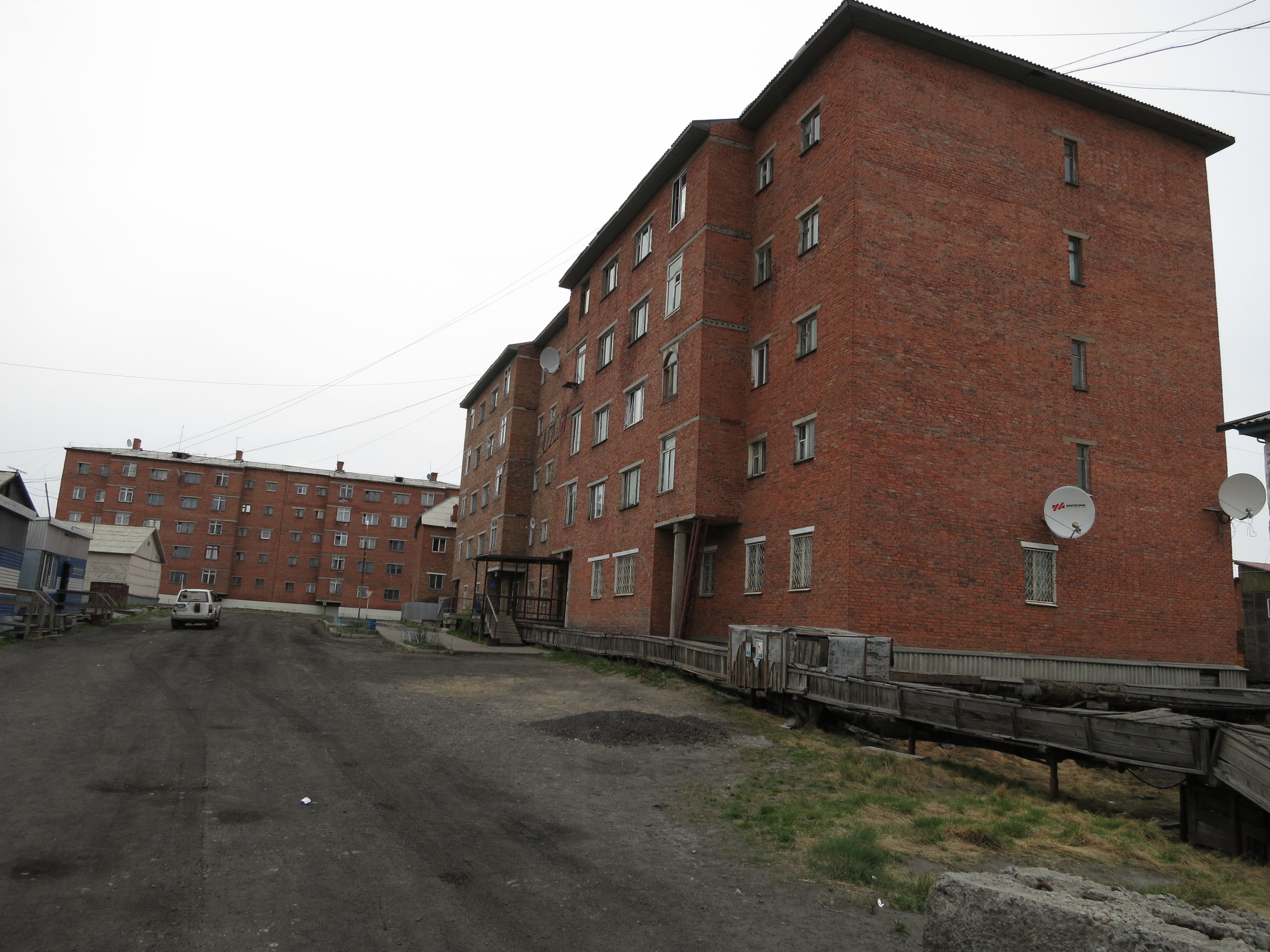
Zona residenziale
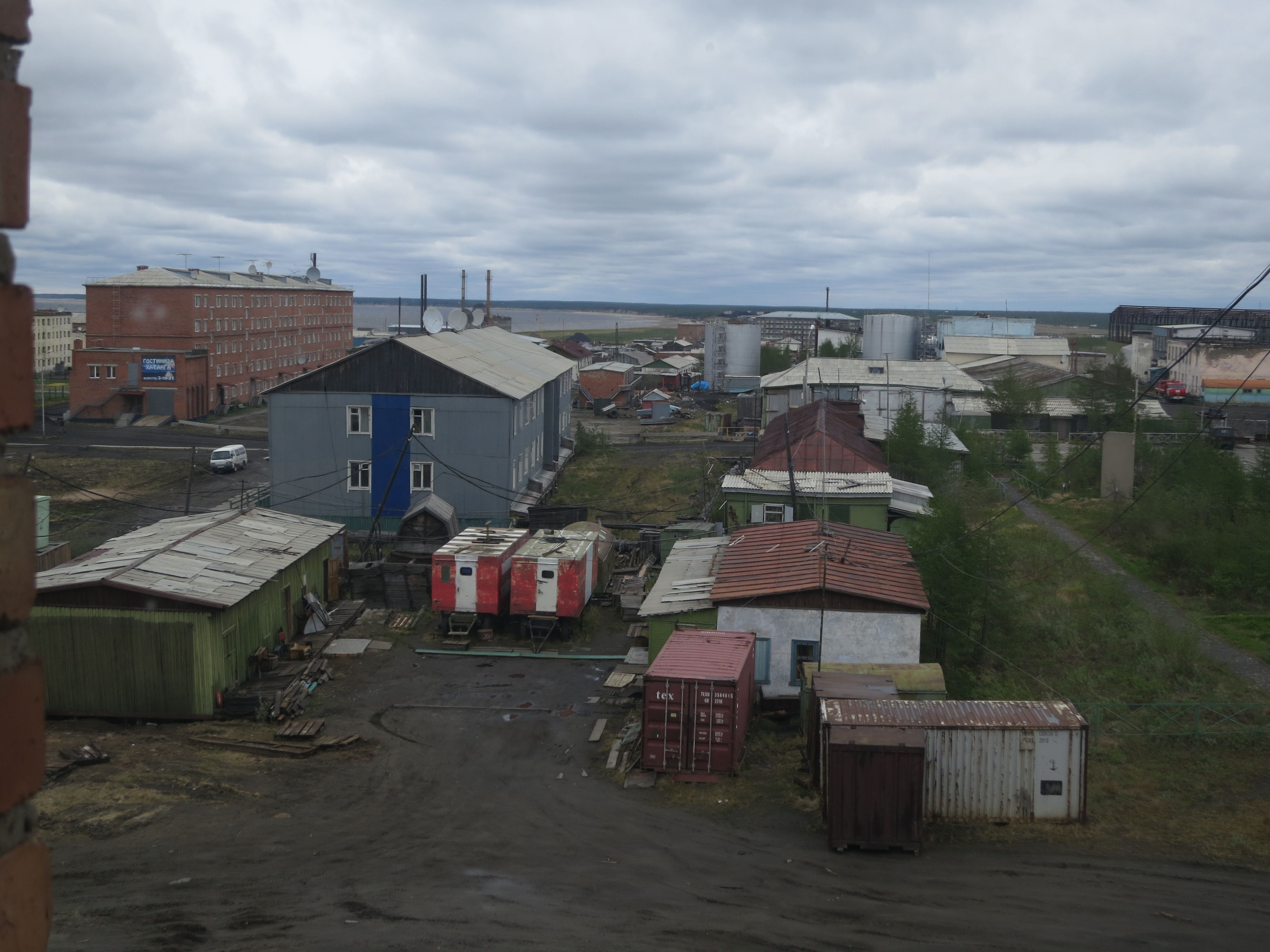
Veduta di Chatanga